# Teichpflaume
Die Teichpflaume (Nostoc pruniforme), auch Wasser- oder Seepflaume genannt, ist eine süßwasserbewohnende Art der Cyanobakterien, die auffällige Kolonien in Form von gallertigen Kugeln bildet. Diese erinnern in Aussehen und äußerer Konsistenz etwas an eine Frucht, beispielsweise eine Weintraube oder eine kleine Pflaume. Es ist zu beachten, dass derartige oder ähnliche gelatinöse Kugeln an oder in Gewässern auch auf andere Organismen zurückzuführen sein können und dass die fruchtförmigen Kolonien von Nostoc pruniforme eine insgesamt seltene Erscheinung sind.

## Merkmale
Nostoc-Arten bestehen aus langen, unverzweigten, flexiblen Fäden oder Zellschnüren. Die Einzelzellen jedes Fadens sind kugelig bis fassförmig und etwa 5 µm groß. Die Zellketten enthalten abschnittweise einzelne oder mehrere bräunlich-gelbe Heterozysten, die für die Stickstoffbindung zuständig sind. Die Fadenschnüre sind vielfach umeinander gewunden und bilden ein gemeinsames Lager in einer kugeligen Gallerte. Bei der Teichpflaume können diese Kugeln einen Durchmesser von etwa ein bis zwei Zentimetern erreichen. Äußerlich weisen sie eine dünne, raue, braun-grüne Haut auf; im Inneren bestehen sie makroskopisch aus einer weich- bis festgallertigen, halbtransparenten bis milchig-trüben Masse.

## Vorkommen
Teichpflaumen sind kosmopolitisch verbreitet und kommen in Seen und Teichen benthisch (grundnah) freischwimmend oder auf Uferschlamm vor. Die markanten Kugeln sammeln sich durch Strömung oder Wellendrift manchmal an bestimmten Stellen des Gewässerbodens. Nostoc pruniforme zeigt fischreiche, recht saubere, mesotrophe bis leicht eutrophe Binnengewässer an und war beispielsweise in Norddeutschland früher häufig. Heute findet man sie dort nur noch zerstreut bis selten; in Europa gilt sie mittlerweile als eine gefährdete Art. Regional wird die Teichpflaume sogar als vom Aussterben bedroht eingeschätzt.

## Verwechslungsmöglichkeiten

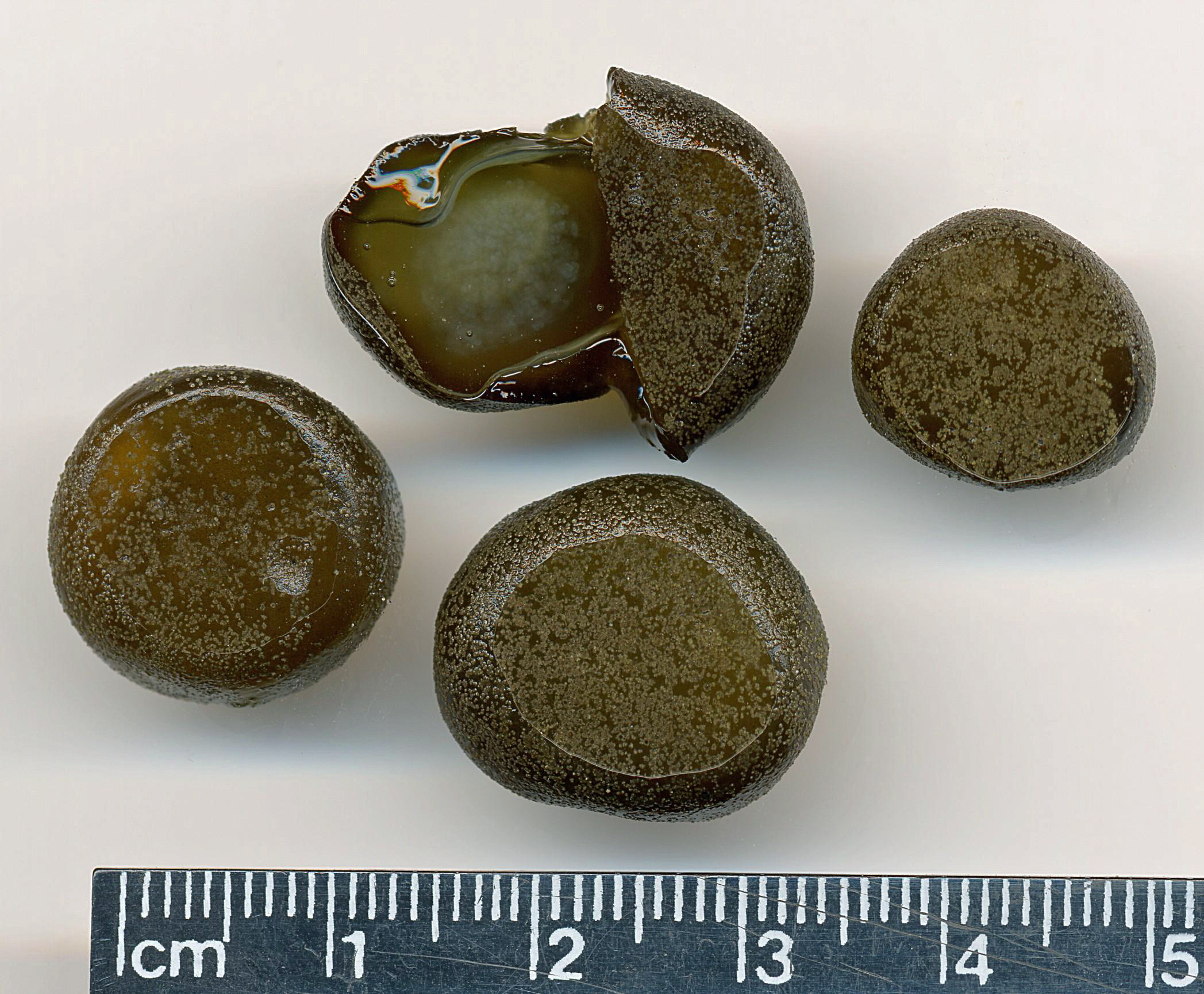
Teichpflaumen (Nostoc pruniforme) auf Scanner; bei einer Kugel wurde zur Demonstration des weichen Innenlebens die Außenhaut geöffnet

Kugelige Gallertlager, die in Gewässern, an deren Ufern oder auch auf sickerfeuchtem Boden anzutreffen sind, werden von sehr vielen Einzellerkolonien gebildet, darunter auch von einigen anderen Cyanobakterien. Verschiedene weitere Nostoc-Arten beispielsweise treten dabei wesentlich häufiger auf als die hier behandelte Teichpflaume. Auch Arten der Gattung Gloeotrichia, wie G. echinata, formen mehrere Millimeter große Gallertkugeln, die frei im Wasser schweben. Bei diesen ragen die radial angeordneten Trichome weit aus den Lagern heraus, so dass sie ein behaartes bzw. stacheliges Aussehen haben.
Manche Grünalgen (Chlorophyta) formen durch Zusammenlagerungen ebenfalls gallertige Konglomerate. Zu diesen sogenannten coccalen Grünalgen zählen unter anderem solche der Gattung Haematococcus oder auch die in Bächen sehr häufige Alge Chaetophora pisiformis, die bis zu erbsengroße, dunkelgrüne, halbkugelige bis kugelige Thalli aus einer zähen, knorpeligen Gallertmasse bildet. Oft in Gewässern zu beobachten sind ferner grüne, ungleichmäßig geformte, gelatinöse Strukturen, die unter anderem Kolonien von Wimpertierchen (Ciliata) oder auch des Rädertierchens Conochilus sein können.
Die Wahrscheinlichkeit, dass man etwa beim Fund von schwimmenden oder anhaftenden grünlichen „Glibberkugeln“ im Gartenteich tatsächlich Teichpflaumen vor sich hat, ist schon wegen deren Seltenheit und spezifischen Umweltansprüchen dagegen sehr gering. In den meisten Fällen dürfte es sich um Zellkolonien anderer Arten handeln. Deren zweifelsfreie Bestimmung ist in der Regel nur mikroskopisch möglich.